# مختصر تفسير البغوي
مختصر تفسير البغوي أحد كتب تفسير القران الكريم المختصرة، ألفه عبد الله بن أحمد بن علي الزيد، الكتاب هو اختصار لتفسير البغوي.

## أسلوب الاختصار
التزم الزيد في مختصره بنص تفسير البغوي التزامًا تامًّا، ولم يتصرف فيه بالزيادة إلا ما استدعى السياق إضافته لربط كلام البغوي بعضه ببعض كواو العطف ونحوها، ليبقى التفسير بأسلوبه السهل الميسر وجماله الناصع مع تمام الترابط والانسجام، وقد جعل ما أضافه بين قوسين تمييرًا له عن كلام البغوي، ومن هذا يعلم أن جميع ما في هذا المختصر هو من كلام البغوي.
وما عمله الزيد في الاختصار لا يخرج في الغالب عن أحد الأمور التالية: استبعاد ما لا ضرورة له في بيان معاني الآيات من الروايات والأسانيد المطولة والأحكام التي لا حاجة لها والاقتصار من سند الحديث عند ذكره على اسم الصحابي الذي روى الحديث عن الرسول، وترك لمن أراد الاستزادة الرجوع إلى الأصل المختصر. وإذا تعددت الأحاديث التي أوردها المؤلف على وفق معاني الآيات الكريمة اقتصر الزيد على ذكر حديث واحد منها، وقد أقتصر على موضع الشاهد من الحديث إذا كان يؤدي المعنى المقصود. جرى تخريج الأحاديث الشريفة التي وردت في المختصر. الإبقاء ما أمكن على الآيات التي استشهد بها المؤلف على طريقته في تفسير القرآن بالقرآن مع جعلها بين قوسين مختلفين عن أقواس الآيات المفسرة. تجريد المختصر من الإسرائيليات ما أمكن إلا ما روى منها عن الرسول أو أقره. عند تعدد ذكر الآثار أكتفى الزيد منها بما يكشف معنى الآية. جرى حذف بعض القراءات وخاصة إذا لم يترتب على المحذوف منها تغير المعنى.

## سبب التأليف
يقول الزيد في مقدمة مختصره: «وقد ظهر لي من خلال عملي حاجة الناس إلى تفسير مختصر يجمع بين علمي الرواية والدراية، يكون في متناول الكل، يتميز بخلوه من المخالفات الشرعية والعقدية، وذلك لأن الوقت في هذا العصر أصبح قليلًا جدًّا بسبب تزاحم المعلومات في كل العلوم، فرأيت من المناسب اختيار تفسير مختصر يلبي حاجة من أراد الاطلاع على معاني كلام الله سبحانه وتعالى. وقد اطلعت على كثير من المختصرات فوجدت بعضها يهتم بجانب واحد من جوانب إعجاز القرآن كمباحث الإعراب ونكت البلاغة، والبعض الآخر لا يخلو مما يستوجب النظر، ومنها ما يستطرد لعلوم أخرى لا يُحتاج إليها في فهم القرآن. ولما كان تفسير الإمام البغوي رحمه الله المسمى معالم التنزيل يجمع بين علمي الرواية والدراية مع وضوح العبارة، وجمعه لكثير من المعاني التي يذكرها المفسرون بأسلوب سهل مقتضب بعيدًا عن الألغاز والتعمية مع ما يتميز به من الالتزام بمذهب السلف الصالح في المجال العقدي وما خص به من ثناء العلماء والأئمة، وما حظي به من القبول لدى الأمة، وهو من أجود التفاسير وأنفعها وأشملها أيضًا، إلا أنه يشتمل على روايات كثيرة وبعض القصص الإسرائيلية والأمور التي يغني بعضها عن بعض، ولم يسبق حسب علمي أن قام أحد باختصاره، لذا قمت بهذا العمل لنفسي أولًا، وحرصًا مني على تقريبه وتسهيله لمن يرغب في تفسير موثق لإمام من أئمة أهل السنة والجماعة، أسأل الله الإعانة والتوفيق والسداد والقبول».

## وصلات خارجية
- رابط قراءة مختصر تفسير البغوي المكتبة الشاملة